# 多穗蓼
多穗蓼（学名：Polygonum polystachyum），为蓼科蓼属下的一个植物变种。